# Nathaniel Rochester
Nathaniel Rochester, född 14 januari 1919, död 8 juni 2001, var en amerikansk forskare inom artificiell intelligens. Han läste elektroteknik på MIT och designade datorn IBM 701.